# L'Isle-sur-Serein
L'Isle-sur-Serein este o comună în departamentul Yonne, Franța. În 2009 avea o populație de 747 de locuitori.

## Evoluția populației
| An        | 1975 | 1982 | 1990 | 1999 | 2006 | 2009 |
| --------- | ---- | ---- | ---- | ---- | ---- | ---- |
| Populație | 494  | 524  | 533  | 716  | 760  | 747  |